# Lobo solitario (conducta)

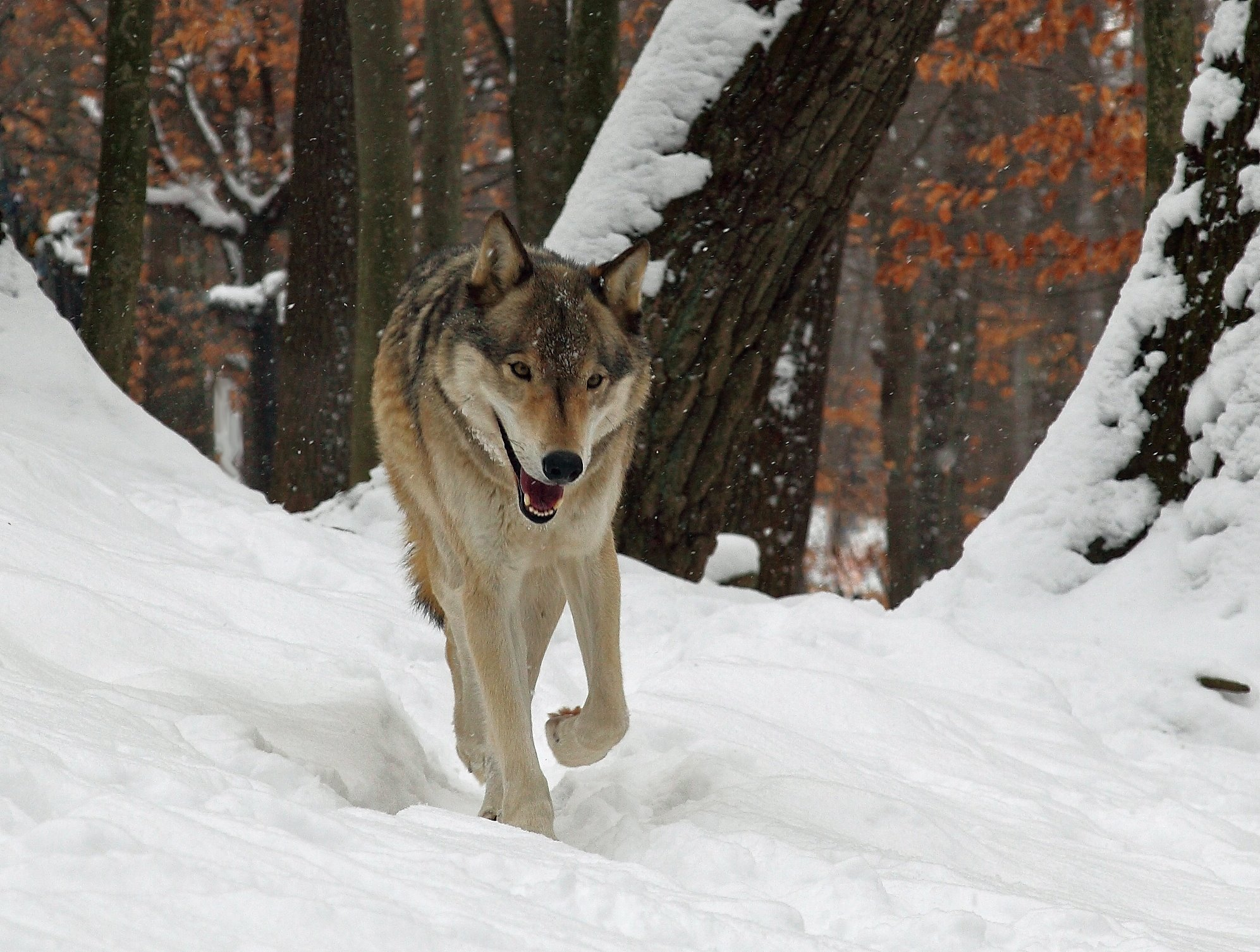
Un lobo solitario en invierno caza y se defiende por sí mismo.

Un lobo solitario es un animal o persona que actúa de forma independiente o, en general, vive y pasa tiempo solo en lugar de con un grupo. El término se origina a partir de un comportamiento particular del lobo. Normalmente un animal caza en manada, estos tipos de lobos se han retirado de la manada por elección propia o han sido excluidos por sus pares, cuando entonces se describen como lobos solitarios. Un lobo solitario humano es un individuo que actúa de forma independiente y prefiere hacer las cosas por su cuenta, eligiendo la soledad, expresando introversión o trabajo individual y aislado. Algunos sinónimos tomados de forma popular son individualista, de espíritu libre o inconformista. En la literatura, los lobos solitarios a menudo son distantes y emocionalmente incapaces o no quieren interactuar directamente con otros personajes de la historia. Un lobo solitario estereotipado tendrá una personalidad oscura o seria; a menudo son taciturnos y se distinguen por su carácter reservado.

## Lobo
Un lobo solitario es un lobo que vive de forma independiente en lugar de con otros como miembro de una manada. Los lobos solitarios suelen ser hembras mayores expulsadas de la manada, tal vez por el macho reproductor, o adultos jóvenes en busca de un nuevo territorio. Muchas lobas jóvenes entre las edades de uno y cuatro años abandonan a su familia para buscar una manada propia. Esto tiene el efecto de prevenir la endogamia, ya que normalmente solo hay una pareja reproductora en una manada de lobos.
Muy pocos lobos siguen siendo lobos solitarios, pero como lobos solitarios pueden ser más fuertes, más inteligentes, más agresivos y mucho más peligrosos que el lobo promedio que forma parte de una manada. Sin embargo, los lobos solitarios tienen dificultades para cazar la presa favorita de los lobos, los grandes ungulados, que suelen ser demasiado peligrosos para que un solo lobo los derribe. En cambio, los lobos solitarios generalmente cazan animales más pequeños y hurgan en la carroña, y el olor con que marca su territorio es menos potente que el de otros lobos en general.